# Stephen Avenue

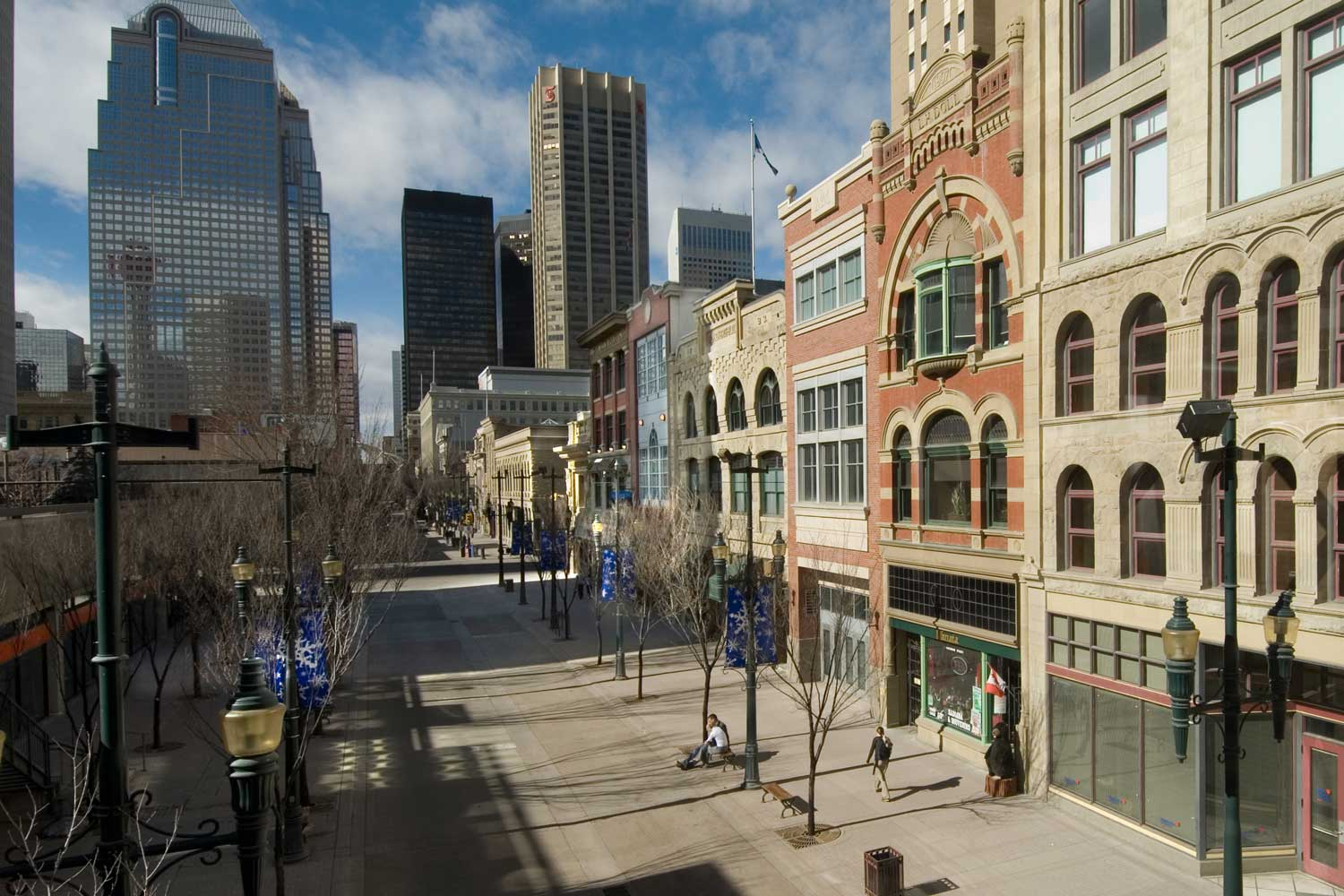
Der historische Teil der Stephen Avenue

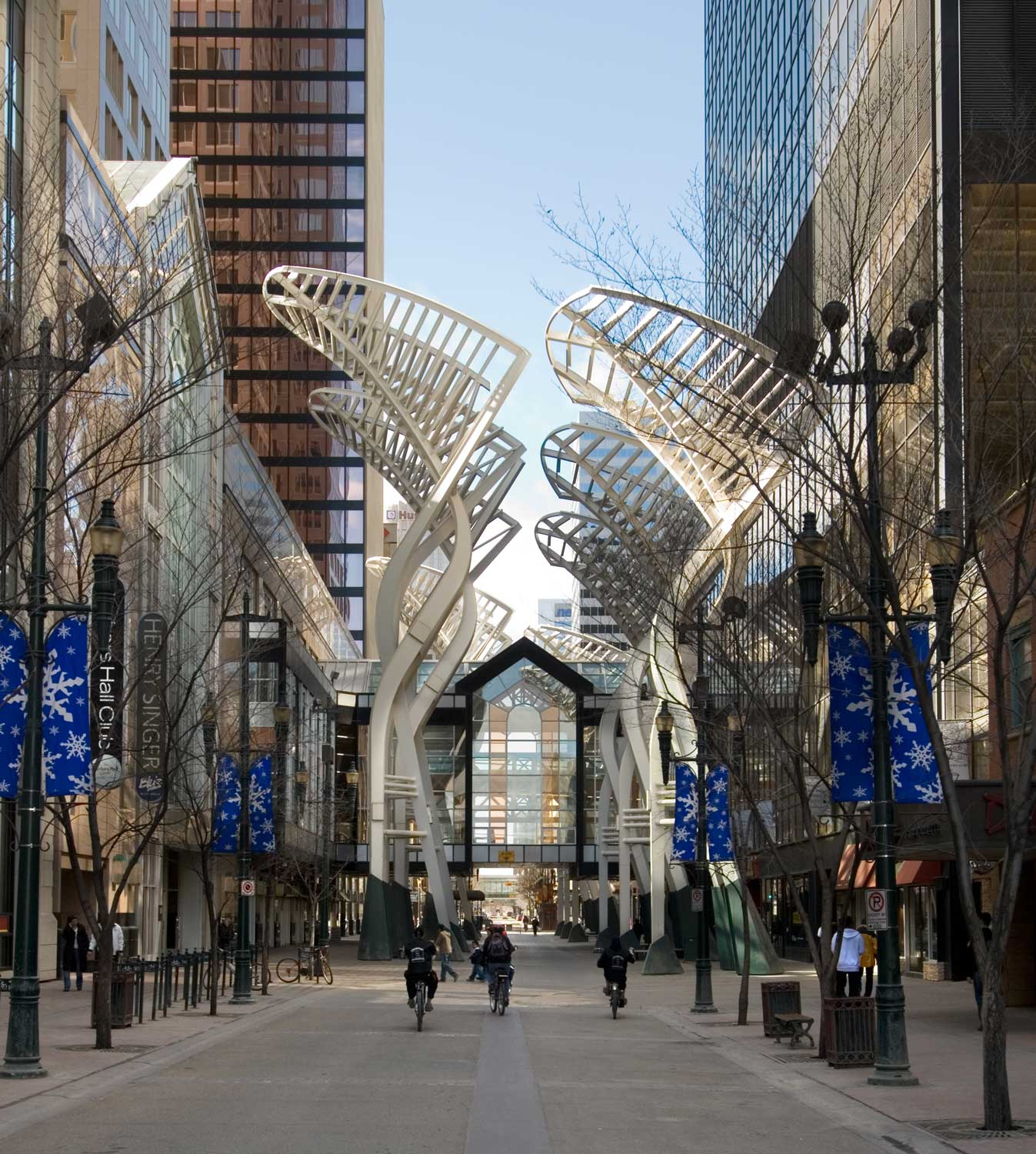
Die weißen „Trees“-Skulpturen auf den Straßen sollen stärkere Winde zwischen den Hochhäusern reduzieren.

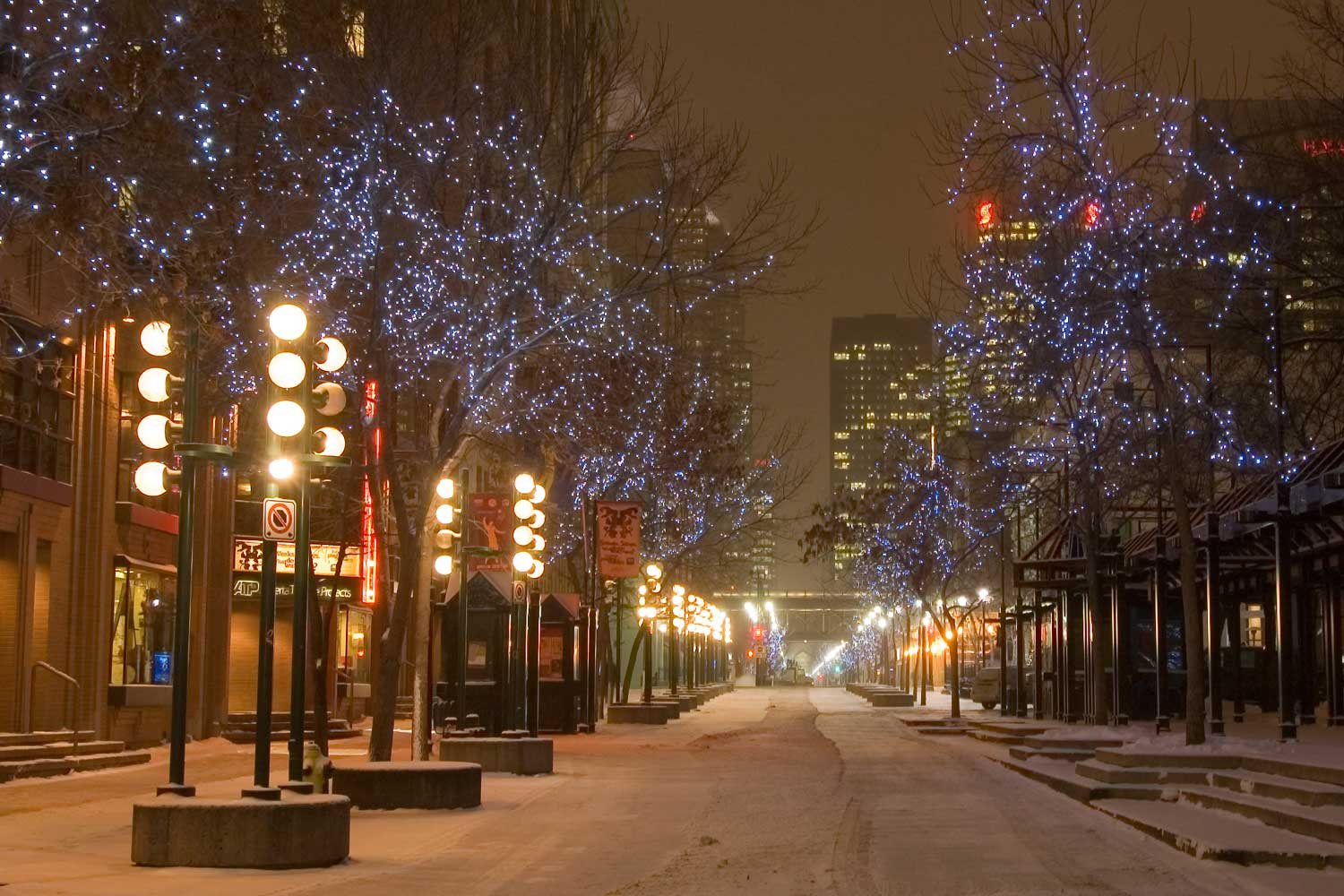
Winterbeleuchtung auf der Stephen Avenue

Die Stephen Avenue ist eine große Einkaufsstraße für Fußgänger in der Innenstadt von Calgary, Alberta, Kanada. Sie ist tagsüber nur für Fußgänger freigegeben, der motorisierte Verkehr darf in der Zeit zwischen 18 Uhr bis 6 Uhr morgens verkehren.
Die Straße ist für Calgarys exklusivste Restaurants, Cafés und Bars bekannt. In der Straße befinden sich mehrere Einkaufsgeschäfte, exklusive Boutiquen und Fachgeschäfte. Größere Einkaufszentren wie zum Beispiel das Core Shopping Centre, Bankers Hall, Fashion Central, Scotia Centre und das Bay department store sind dort angesiedelt.
Auf der Straße befindet sich auch Calgarys größte Messehalle, das Telus Convention Centre, an dem die zwei Hotels Hyatt Regency Calgary und Calgary Marriott angeschlossen ist. Für feierfreudige, nachtaktive Menschen bieten die größeren Shoppingmalls Nachtclubs.

## Geschichte
Die Straße wurde nach George Stephen, 1. Baron Mount Stephen benannt, dem ersten Präsidenten der Canadian Pacific Railway. Die Stephen Avenue beherbergt eine Vielzahl an historischen Gebäuden in der Stadt, die 1992 unter Denkmalschutz gestellt wurden. Viele der Gebäude bestehen aus Sandstein und wurden nach einem Großbrand im Jahre 1886 wiederaufgebaut, der nahezu die ganze Stadt zerstörte.
Unter dem Namen Stephen Avenue National Historic Site of Canada wurde der Pass am 18. Juli 2002 in das Verzeichnis der National Historic Site of Canada aufgenommen.